# ليسبورج
ليسبورج (بالفرنسية: Lisbourg)‏ هي بلدية تقع في إقليم باد كاليه من منطقة نور با دو كاليه في شمال فرنسا. تبلغ مساحة هذه المدينة 17.77 (كم²)، وترتفع عن سطح البحر 116 م، يبلغ عدد سكانها 572 نسمة حسب إحصاء المعهد الوطني للإحصاء والدراسات الاقتصادية سنة 2009 م. وترأس Bernard Crohem البلدية خلال فترة (2011-2014).